# Лесіна Юлія Валентинівна
Юлія Валентинівна Лесіна (* 2 листопада 1975 м. Санкт-Петербург)  — журналістка, композитор, дитяча письменниця, художниця.

## Життєпис
Народилась в сім'ї військового медика та вчительки музики. Бабуся  — Галина Фурсова (Приходченко) була співачкою (у 1930-х роках співала на сцені оперного театру м. Сталіно, а також співала в церковному хорі Спасо-Преображенського Собору м. Сум)

### Навчання
Юлія Лесіна навчалася у Сумських СШ № 4 та ДМШ № 1, по закінченню вступила до Сумського музичного училища (струнно-смичковий відділ, клас скрипки).  З 1993 року працювала артисткою камерного оркестру «Ренесанс» в Сумській обласній  філармонії.
В 2003 році  — здобула вищу освіту з відзнакою, закінчивши факультет мистецтв СДПУ.

### Робота
З 2002 по 2015 рік працювала журналісткою у Сумських ЗМІ.
З 2015 року викладає Історію мистецтв в Сумській дитячій художній школі ім. М. Лисенка.
У 2021 працювала методистом в КЗ Сумський Палац дітей та юнацтва.

### Творчість
Автор і виконавець власних пісень (супроводжує спів на гітарі, скрипці, фортепіано).
- 2002  — вийшла перша книжка її казок та оповідань для дітей «Шаги к дому».
- 2004 — вийшов музичний  диск «Сон лісний…».
- 2011  — збірка пісень для дітей «Чарівний килимок», присвячена доньці (видавництво МакДен)
- 2012  — презентувала малечі краєзнавчу книжку «Суми: подорож у минуле», яка стала першою пізнавальною краєзнавчою літературою в регіоні, яку створено саме для школярів (видавництво "Мрія")
- 2015  — «Казки під парасолькою», збірка казок (видавництво "Університетська книга"). Книга присвячена чоловікові Ігорю та доньці Олесі
- 2016 — книга для дошкільнят та дітей молодшого шкільного віку «Сумин городок» (автор тексту) (Фамільна друкарня huss, Київ)

У липні 2014 в УАБД НБУ був знятий відео-кліп на пісню Юлії Лесіної (за мотивами віршів Ліни Костенко) «Чекаю тебе», метою якого було залучення коштів для Сумських військовослужбовців, що беруть участь у АТО.
У грудні 2018 в одній з передач UA: СУМИ — Суспільне мовлення був презентований відео-кліп Юлії Лесіної «Гроза пройшла» на вірші Олександра Олеся, до ювілею видатного митця.
У січні 2021 року у м. Київ, у видавництві «Соняшник» в підручнику для 5-7 класів «Сучасна література рідного краю» вийшло в світ оповідання Юлії Лесіної «Брошка-королева прикрас! Або магазин ювеліра Альтшулера»
У жовтні  2021 року у м. Хмельницькому (видавець Л.С. Стасюк) вийшла повість Юлії Лесіної  "Щоденник на снігу" для дітей старшого шкільного віку та широкого кола читачів.
У листопаді 2021 року у Сумській міській галереї відкрито персональну фото виставку Юлії Лесіної "Смак осені". На виставці представлені натюрморти, пейзажі та філософська  серія робіт "Двері".
11 червня 2022 року в м. Бад Зоден (Німеччина) Юлією Лесіною був організований  благодійний концерт на підтримку ЗСУ та сімей загиблих в російсько-українській війні  українських воїнів. На концерті у супроводі скрипки та гітари були виконані авторські пісні Юлії Лесіної, а також українські народні пісні у виконанні  ансамблю «Калина», що складається з українських біженців (керівник Юлія Лесіна).
23 листопада 2022 року український ансамбль "Калина" (Bad Soden am Taunus) ( художній керівник та диригент Юлія Лесіна) здобув перемогу у конкурсі Kulturforderpreis та отримав почесну  нагороду «За сприяння розвитку культури 2021/2022 міста Бад-Зоден-ам-Таунус». З червня 2022 року по грудень 2022 року колектив взяв участь у 10 концертах та фестивалях Німеччини. Одним із основних напрямків роботи колективу є збереження національної ідентичності, популяризація української культури та благодійна діяльність (допомога ЗСУ, пораненим та родинам загиблих).
24 лютого 2023 року український ансамбль "Калина" ( Бад Зоден ам Таунус) та її керівник  Юлія Лесіна дали концерт у кінотеатрі "Касабланка" міста Бад Зоден з нагоди драматичної події -  річниці російсько-української війни. На цьому концерті звучали українські народні пісні, авторські пісні Юлії Лесіної та відбулася прем'єра пісні німецькою мовою присвячена місту Бад Зодену  «Дощ в Бад Зодені» ( музика Ю. Лесіної, вірші Мішель). Також в рамках цього благодійного концерту була проведена художня виставка,  де був репрезентований живопис Юлії Лесіної – більше 20 картин. На  знак подяки за захист, наданий усім українським біженцям Німеччиною,  Юлія Лесіна подарувала місту Бад Зоден свою картину "Der Engel von Bad Soden" Дарунок прийняв особисто мер міста Бад Зоден д-р Франк Блаш. Зараз картина перебуває у вільному доступі в палаці Paulinenschlößchen, м. Бад Зоден, Німеччина.
27 травня 2023 року в м. Бад Зоден  в рамках дитячого фестивалю відкрилася персональна виставка живопису Юлії Лесіної "Під відкритим небом" Persönliche Ausstellung von Gemälden "Unter freiem Himmel"
15 листопада 2023 Юлія Лесіна стала учасницею  художньої виставки  "Heimspiel", яка проводилася в Rathaus в м. Лідербах  (Liederbach am Taunus)  Вона представила 6 своїх картин та супроводжувала відкриття вернісажу власними музичними творами
1 грудня 2023 року в м. Лідербах (Liederbach am Taunus)   в громадському центрі St. Marien на запрошення Freundeskreis Europäische Partnerschaften Liederbach e.V.  для українських біженців та німецьких громадян  була презентована повість Юлії Лесіної  "Щоденник на снігу" ( українською та німецькими мовами) Презентація книги супроводжувалася виступом українського ансамблю "Kalyna. Bad Soden" 
26 грудня 2023 року на запрошення керівництва Evangelischen Kirchengemeinde  в церкві м. Bad Soden українській ансамбль "Kalyna. Bad Soden" взяв участь у службі Божій, виконав українські народні пісні, колядки та щедрівки.  Також відбулася прем`єра пісні Юлії  Лесіної на вірші німецького класика Клеменса Брентано "Das Geheimnis" 
26 грудня 2024 року  також на запрошення керівництва Evangelischen Kirchengemeinde  в церкві м. Bad Soden українській ансамбль "Kalyna. Bad Soden" взяв участь у службі Божій. Були виконані різдвяні пісні, а також вперше виконана  німецькою мовою пісня Юлії Лесіної  на вірші Йоганна Вольфганга фон Гете Йоганн Вольфганг фон Гете"Schlaflied für Erwachsene" ( уривок з драматичної поеми "Фауст" Фауст (Гете))  